# Agro Food Industry Hi Tech
Agro Food Industry Hi Tech es una revista científica bimestral revisada por pares publicada por Tekno Scienze Publisher, que cubre nutracéuticos y alimentos funcionales. Fue fundada en 1990 y su editora jefe es Silvana Maini.

## Resumen e indexación
La revista está resumida e indexada en Copyright Clearance Center,  Chemical Abstracts,  Science Citation Index Expanded,  y Scopus.  Según el Journal Citation Reports, la revista tiene un factor de impacto en 2015 de 0,202. 